# Canal d’Ille-et-Rance
Der Canal d’Ille-et-Rance ist Teil eines Schifffahrtsweges, der die Städte Rennes und Saint-Malo, in der französischen Region Bretagne, miteinander verbindet. Im Mündungstrichter der Rance ist der Schifffahrtsweg stark von den Gezeiten abhängig. Der eigentliche Schifffahrtskanal endet daher streng genommen an der Seewasserschleuse Le Châtelier, beim Ort Lyvet, im Gemeindegebiet von La Vicomté-sur-Rance. Auf seinem Weg durchquert er die Départements Ille-et-Vilaine und Côtes-d’Armor. In Rennes hat der Kanal Anschluss an den ebenfalls schiffbaren Fluss Vilaine, der seinerseits bei Redon den Canal de Nantes à Brest kreuzt und dann an der Südküste der Bretagne in den Atlantischen Ozean mündet.

## Verlauf und technische Infrastruktur
Der Canal d’Ille-et-Rance hat eine Länge von 84 Kilometern, ist ein Kanal des Typus Wasserscheidenkanal und nutzt auf seiner Strecke die kanalisierten Flüsse Ille und Rance. Er beginnt inmitten der Stadt Rennes, verläuft generell Richtung Nordwest und überwindet auf der Ille-Seite mit 20 Schleusen einen Höhenunterschied von 25 Metern. Die Scheitelstrecke liegt in der Nähe der Gemeinde Hédé-Bazouges und wird von fünf Seen mit einer Wasserkapazität von über 7 Millionen Kubikmetern gespeist. Auf der Rance-Seite führen 28 Schleusen bei einem Höhenunterschied von 63 Meter auf das Meeresniveau hinab. Besonders markant ist hier die Schleusentreppe von Hédé, wo elf Schleusen auf einer Gesamtlänge von rund zwei Kilometern unmittelbar aufeinander folgen.

### Koordinaten
- Ausgangspunkt des Kanals: 48° 6′ 38″ N, 1° 41′ 9″ WKoordinaten: 48° 6′ 38″ N, 1° 41′ 9″ W
- Endpunkt des Kanals: 48° 29′ 28″ N, 2° 0′ 4″ W

### Orte am Kanal
- Rennes
- Montreuil-sur-Ille
- Évran
- Dinan
- Lyvet, Ortsteil von La Vicomté-sur-Rance

## Geschichte
Im gesamten 18. Jahrhundert machte man Entwürfe für eine Wasserstraßenverbindung zwischen Saint-Malo und Rennes. Eine Binnenwasserverbindung war notwendig, um die von den Engländern verhängte Seeblockade zu umgehen und um den bretonischen Bauern, die in großer Armut lebten, Arbeit zu verschaffen.
1804, unter Napoleon I., wurde endlich mit den Bauarbeiten begonnen. Anfangs schritten die Arbeiten gut voran, aber nach der Niederlage seiner Armee in Russland wurden die Bauarbeiten um 1814 ganz eingestellt. 1822 wurde das Projekt von einer privaten Gesellschaft wiederaufgenommen und bis 1832 fertiggestellt.

## Wirtschaftliche Bedeutung
Der Kanal wird heute relativ wenig genutzt und dient fast nur dem Tourismus von Sport- und Hausbooten.